# Frode Sørensen (polityk)
Frode Sørensen (ur. 21 stycznia 1946 w m. Toftlund) – duński polityk, samorządowiec i urzędnik bankowy, parlamentarzysta, w latach 2000–2001 minister.

## Życiorys
Kształcił się w szkołach dla urzędników bankowych. Pracował w sektorze bankowym, w latach 1993–1998 był kierownikiem oddziału Sydbanku. Był pierwszym wiceprezesem (1979–1981) oraz prezesem (1983–1992) Danske Sparekassefunktionærers Landsforening, organizacji zrzeszającej pracowników bankowych.
Zaangażował się w działalność polityczną w ramach Socialdemokraterne. W latach 1994–1998 był radnym gminy Sønderborg. W latach 1998–2007 sprawował mandat deputowanego do Folketingetu. Od grudnia 2000 do listopada 2001 pełnił funkcję ministra do spraw podatków w czwartym gabinecie Poula Nyrupa Rasmussena. Od 2003 do 2008 kierował Foreningen NORDEN, organizacją działającą na rzecz współpracy krajów nordyckich. Parę lat po odejściu z parlamentu ponownie zasiadł w radzie gminy Sønderborg.